# Крига (річка)
Крига́ — річка в Україні, у межах Сумського району Сумської області. Права притока Виру (басейн Дніпра).

## Опис
Довжина річки 44 км, похил річки — 1,3 м/км, площа басейну 495 км². Долина трапецієподібна, порізана численними балками. Заплава в нижній течії місцями заболочена. Річище слабозвивисте (в нижній течії більш звивисте), у верхів'ї пересихає. Споруджено кілька ставків.

## Розташування
Крига бере початок на захід від села Кіндратівки. Тече спершу на захід і північний захід. У селі Діброва круто повертає на південь/південний захід (тут, до села Річок, протікає вузькою, з високими схилами долиною). Далі тече переважно на північний захід і захід. Впадає до Виру на північний захід від центральної частини міста Білопілля. 
Основні притоки: Павлівка (права); потік Крига (ліва).